# Planociampa modesta
Planociampa modesta là một loài bướm đêm trong họ Geometridae.